# Marianne Steffen-Wittek
Marianne Steffen-Wittek (* 1952 als Marianne Steffen) ist eine deutsche (Jazz-)Schlagzeugerin, Vibraphonistin, Musikpädagogin und Komponistin.
Steffen-Wittek begann 1972 ein Rhythmik-Studium an der Folkwang Hochschule in Essen. Sie setzte ihr Studium an der Hochschule für Musik Köln fort, unter anderem bei Christoph Caskel. Seit 1981 war sie Schlagzeugerin und Komponistin in der Frauenjazzgruppe „F“, mit der sie auf den Leverkusener Jazztagen, den Festivals in Grenoble und Basel und dem Frauenmusikfestival Enschede auftrat. Weiterhin spielte sie im Trio Struz, im Schlagzeugduo Scordatura (mit Fritz Wittek) und in einigen Improvisations-Ensembles. Zwischen 1982 und 1995 war sie Lehrbeauftragte an der Musikhochschule Köln sowie Dozentin und stellvertretende Leiterin der Offenen Jazz Haus Schule Köln, in deren Vorstand sie auch heute noch ist. Daneben war sie beim Schulfunk des WDR tätig.
Von 1996 bis 2018 war sie als Professorin für Rhythmik und elementare Musikpädagogik an der Hochschule für Musik Franz Liszt Weimar und hat zudem wesentlich am  Thüringer Bildungsplan mitgewirkt. Sie ist auch als Komponistin von Kinderliedern (etwa „Monsterband & Co“) hervorgetreten. 2004 wurde sie Preisträgerin des 1. Internationalen Musikpädagogischen Wettbewerbs der Music Academy for Generations.

## Schriften
- mit Eckart Lange (Hrsg.): Musik ist Bewegung ist Musik. Wahrnehmung und Bewegung im musikpädagogischen Kontext. Dokumentation des Weimarer Rhythmiksymposiums 2004 (= Schriftenreihe des Institutes für Musikpädagogik und Musiktheorie der Hochschule für Musik Franz Liszt Weimar. Band 3). Weimar 2005, ISBN 3-932789-11-3 (Buch und CD).
- mit Manfred Polzin, Reinhard Schneider (Hrsg.): Musik in der Grundschule (= Beiträge zur Reform der Grundschule. Band 102). Arbeitskreis Grundschule – Der Grundschulverband, Frankfurt am Main 1998 (Buch und CD).

## Diskographische Hinweise
- F: „Schwarzwaldmädel“ (1986, mit Monika Haas, Heike Röllig, Heike Beckmann, Ulla Oster)
- Trio Struz: „Hommage á Jiři Kolář“ (1994, mit Markus Zaja, Klaus Runze)